# 木谷白山神社
木谷白山神社（きだにはくさんじんじゃ）は、岐阜県大野郡白川村木谷にある神社（白山神社）である。

## 概要
白川村南部の木谷区の産土神である。創建時期は不詳。
1991年（平成3年）に岐阜県神社庁より白幣社の指定を受ける
毎年10月10日にどぶろく祭りが行われる。

## 祭神
- 菊理姫命
- 伊邪那岐命
- 伊邪那美命

## 文化財
どぶろく祭
- 鳩谷八幡神社、白川八幡神社、飯島八幡神社、平瀬八幡神社、木谷白山神社などの白川村の各地区の神社で行われる。祭礼に神酒としてどぶろくが用いられ、参拝者に振る舞われる。1970年（昭和45年）12月に白川村の民俗文化財に指定されている[4]。